# Дивљина (ТВ филм)
Дивљина (мкд. Пустина) је југословенски телевизијски филм из 1967. године. Режирао га је Душко Наумовски а сценарио су написали Ђорђе Абаџијев и Ташко Георгиевски.

## Улоге
| Глумац          | Улога |
| --------------- | ----- |
| Вукан Диневски  |       |
| Љупка Џундева   |       |
| Драги Костовски |       |